# Das WeltAuto
A Das WeltAuto a Porsche Hungaria Kft. használt autókkal foglalkozó üzletága. A Weltautót a Porsche Holding hozta létre Ausztriában az 1990-es évek elején, míg Magyarországon 2000-ben jelent meg, s jelenleg 30 kereskedéssel rendelkezik országszerte.

## Története
Az Ausztriában, 1949-ben alapított Porsche Holding első kelet-európai leányvállalataként jött létre a Porsche Hungaria Kft., melynek alapító okiratát 1990. október 30-án írták alá. A vállalat szárnyai alatt szűk 10 évvel később született meg hazánkban a garanciális használt autók értékesítésére a Weltauto, amely Ausztriában már az 1990-es évek elejétől működött.
A cégvezetés elsődleges célja az üzletág létrehozásával az újautó-értékesítés támogatása volt, mert így lehetőség nyílt a használt gépjárművek beszámítására. Az így megvásárolt autókat garanciával, illetve más kiegészítő szolgáltatásokkal értékesítették tovább. Már a kezdetekben alapfeltétel volt, hogy kizárólag tüzetes állapotfelmérésen átesett, kifogástalanul szervizelt, kitűnő műszaki állapotú autók szerepelhetnek a kínálatban.
A vállalat új tulajdonosi háttérrel rendelkezik 2013 óta, s nemcsak az arculata újult meg, hanem a neve is megváltozott, s így lett Das WeltAuto. A használt autókat értékesítő cégnek egyedüliként van országos márkakereskedői hálózata hazánkban.
Az átállás előtt a hazai márkakereskedések hosszas auditáláson mentek keresztül, s a partnerség feltétele az volt, hogy az összes minőségi elvárást teljesítsék.

## Napjainkban
A hálózat 2010 óta tartotta nagyjából a 6000 darabos éves értékesítési szintjét, míg ez a szám 2018-ban 7623-ra emelkedett. Az elmúlt években jelentősen növekedett a külföldről behozott autók száma is: míg 2011-ben 17 698 járművet importáltak, tavaly ennek majdnem a tízszeresét, egészen pontosan 158 790-et, igaz, a jogszabályváltozások miatt a jövőben csökkenhet az import. Hazánkban a 2018-as adatok szerint 765 782 használt autó átírására került sor, tehát ennyi gépjármű cserélt gazdát a piacon.
A hazai autóállomány életkora jelenleg 14 év fölötti, ezen a téren fontos lenne a megújulás, ahogy az is, hogy kevesebb használt autót hozzanak be külföldről.
Bevezették Magyarországon a Jármű Szolgáltatási Platformot (JSZP) 2019 januárjában, amely a vásárlók számára elérhetővé teszi a különböző magyar nyilvántartásokból származó járművek életútjának lényeges adatait, így többek között lekérdezhető a kilométeróra állása, az autó baleseti előélete vagy akár az eredetiségvizsgálaton készült fényképek is.

## Szolgáltatások

### Műszaki garancia
A műszaki garancia megtéríti a Das WeltAuto Garancia körébe tartozó alkatrészek javításának vagy cseréjének teljes, illetve részköltségét a szerződésben megjelölt feltételek szerint.

### Mobilitásgarancia
Váratlan meghibásodás vagy baleset esetén rövid időn belül díjmentesen biztosítják a továbbutazást.

### Cseregarancia
Amennyiben a vásárló úgy érzi, hogy az általa vásárolt gépjármű nem elégíti ki igényeit, az autó hét napon belül, bizonyos feltételek teljesülése mellett átcserélhető az eladó kínálatában lévő, a megvásárolt gépkocsi árával egyenértékű, vagy annál drágább modellre.

### Finanszírozás és biztosítás
A Porsche Bank hitel- vagy lízingajánlattal szolgál, a vásárláskor pedig választani lehet a különböző biztosítási ajánlatok közül.

### Részletes állapotvizsgálat
A Das WeltAuto által kínált autók részletes, 110 pontos állapotvizsgálaton esnek át, mielőtt megjelennének a kínálatban, így a vásárló pontos képet kap a megvásárolni kívánt gépjárműről.

### Beszámítás
Használt autó vásárlása esetén az ügyfeleknek lehetőségük nyílik arra, hogy a lecserélni kívánt autójukat beszámíttassák.

### Eredeti tartozékok
A Porsche Hungaria teljes hálózatában elérhetőek a cég által forgalmazott gépjárművek tartozékai.